# 松平重忠
松平 重忠（まつだいら しげただ）は、安土桃山時代から江戸時代前期にかけての武将・大名。遠江国横須賀藩2代藩主、出羽国上山藩初代藩主。官位は従五位下・丹後守。能見松平家5代。

## 生涯
横須賀藩初代藩主・松平重勝の長男として誕生。
慶長17年（1612年）に大番頭となる。慶長19年（1614年）に大坂の陣が始まると、冬の陣では大坂城攻め、夏の陣では伏見城守備を担当した。元和7年（1621年）、駿府城代に任じられた。同年に家督を継ぎ横須賀藩主となる。元和8年（1622年）には出羽上山藩4万石に加増移封された。
寛永3年（1626年）7月1日、死去。享年57。2代将軍・徳川秀忠の命により跡を継いだ婿養子・重直（小笠原秀政の四男）は、1万石の減封をもって摂津国三田藩3万石に移封となった。